# 막말의 통화 문제

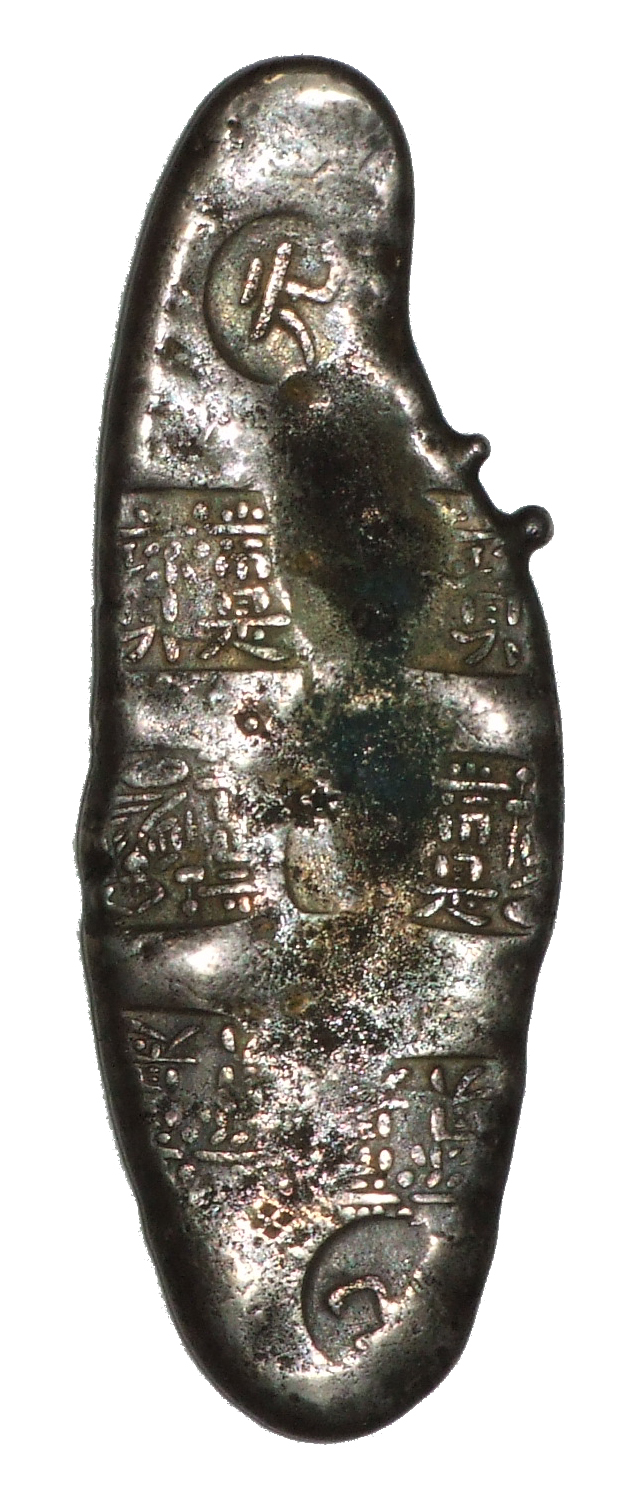
겐지 조긴

막말 통화 문제(幕末の通貨問題)는 가나가와 조약 체결 후 정해진 일본 화폐와 해외 화폐의 교환 비율로 인해 발생한 문제였다. 일본과 외국의 금은 교환 비율이 달랐다. 일본에서는 은의 가치가 외국보다 높아서 같은 량의 은으로 많은 금을 살 수 있었기 때문에, 일본에서 대량의 금이 유출되었다.

## 에도 중기까지
전국 시대 말기 일본에서 금은 모두 생산, 유통이 증가되었만, 특히 은의 생산이 증가했기 때문에 덴쇼 년간에는 금은 교환 가치가 1:10, 게이쵸 연간에는 1:12 정도로 외국에 비해 ‘은 약세 ’ 상태에 있었다. 이 때문에 일본의 실버는 중국과 유럽으로 수출되었고, 반대로 일본으로 금이 유입되는 구조가 전국 시대 말기부터 에도 시대 초기에 걸쳐 성립되었다. 일본에서는 쇄국의 실시 후에도 잠시 금의 수출이 이루어졌기 때문에 17세기 전반에는 동아시아 전역에서 금은 교환 가치의 평준화가 진행되어, 일단은 1:13 전후로 수렴되어 가는 경향을 보였다.

## 1푼은 발행

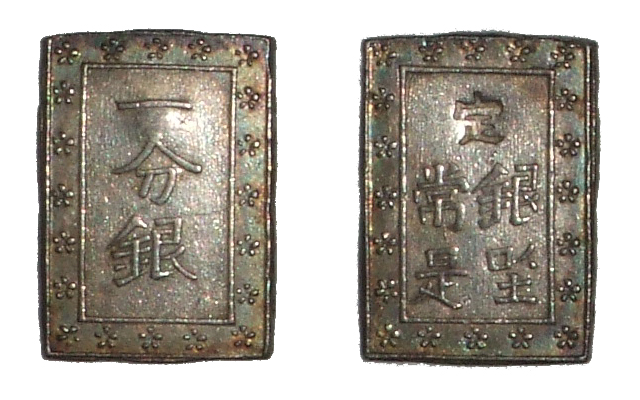
덴포 1푼은

막부는 본위 화폐를 금으로 했고, 은(銀)은 ‘조긴’(丁銀)과 ‘마메타긴’(豆板銀)의 형태로 무게로써 화폐 가치를 결정하는 칭량화폐로 유통시키고 있었다. (코반(小判)과 조긴의 함유율에 따른 교환가치는 1:10 전후를 유지) 그러나 에도 시대 후기가 되면 막부의 재정난에 의해 은화이면서 액면가가 포함된 표기화폐(계수 화폐)인 1푼은 (1량 = 4푼)이 발행된다. 처음에 발행된 덴포 1푼은(1837년 덴포 8년 발행)의 1량당 무게는 9.2돈에 불과해 덴포 조긴의 내용은 양을 1량을 기준으로 환산한 15.6돈에 훨씬 못 미쳤다. 즉 막부의 재정난을 메우기 위한 재정(개주 이익) 획득 목적의 명목 화폐였다. 덴포 1푼은, 안세이 1푼은 모두 발행 규모는 조긴을 훨씬 뛰어 넘어 은화 유통의 주류가 되었다. 1푼은 발행 이후 시장에서 두 단위 화폐 유통의 대부분을 1푼은이 차지하게 되었다. 에도 막부 말기 개항 시 1859년(안세이 6년)은 1:4.65의 금은 교환 가치가 있었다. 한편, 당시 외국의 환율은 1:15.3 정도로 큰 차이가 있었다.
나가사키는 네덜란드와 청나라와의 무역이 이루어지고 있었지만, 사다메다카 무역법(定高貿易法)에 의해 무역액이 관리되고 있어, 에도 중기 이후는 구리로 거래를 하고 있었기 때문에, 이 금은 교환 가치는 큰 문제는 되지 않았다.

## 개국

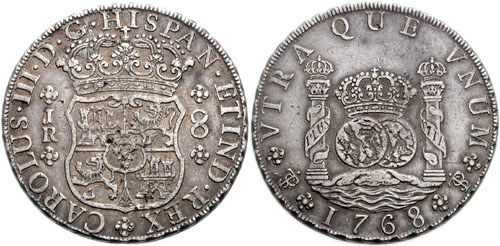
대표적인 양은이었던 스페인계 8레알 은화
1768년 주조

가나가와 조약을 체결한 후 1854년 6월 12일(안세이 원년)에 시모다 료젠지에서 일본 화폐와 서양 화폐의 교환 비율 협상이 이루어졌다.
막부 측은 일본의 본위 화폐는 금이고, 1푼은은 증명에 의해 통용되는 정위화폐이기 때문에 금 가격을 기준으로 1달러 = 1푼을 주장했다. 그 이유는 다음과 같았다.
- 8.8돈 무게의 20달러 금화는 1돈=은 19돈, 즉 1장당은 167.2돈으로 평가되어 달러당 은 8.36돈이었다.
- 또한 1달러 은화 즉 양은은 지금(地金)으로 간주되기 때문에 순은량 6돈 2푼(23.2g)에 대해 26쌍체로 통용되는 은(덴포 조긴)은 16돈쭝으로 평가된다. 이것은 1량의 약 1/4이기 때문에 1 달러 = 1푼이다.
- 1푼은 명목 화폐이며, 금화 4달러어치의 금을 함유하는 본위 화폐인 엽전의 태환권에 상당하는 것이다.

이에 대해 미국 측은 금화, 은화는 각각 동종 동량을 가지고 교환해야 한다고 주장했다. 결국 이 이야기는 결말이 나지 않고 협상은 추후로 넘겨졌다.